# Heilandskirche (Schidlitz)

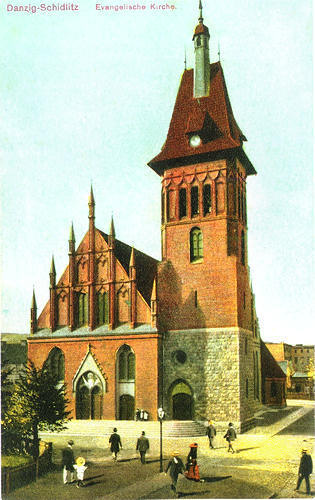
Die Heilandskirche in Schidlitz

Die evangelische Heilandskirche im Danziger Vorort Schidlitz (heute ein Teil von Gdańsk Siedlce) war ein neugotisches Kirchengebäude.

## Baubeschreibung und Geschichte
Die Pläne der Kirche wurde nach Plänen des Potsdamer Regierungs-Baurat Ludwig von Tiedemann im Jahr 1901 fertiggestellt. In seinen Mauern war die Kirche durchweg massiv und außen mit naturroten Blendsteinen im Klosterformat verkleidet. Der 50 Meter hohe Turm mit steilem Dach und Dachreiter war nach Motiv des Danziger Stockturms gestaltet. Tiedemann war in der Nähe von Danzig geboren. – 1902 wurde unweit der Kirche, ebenfalls im neugotischen Baustil, ein großes Schulhaus errichtet.
Im Jahr 1945 wurde die Kirche beim Einmarsch der Roten Armee schwer beschädigt. Beim Wiederaufbau von Schidlitz entschied man sich für den Abriss der Ruine. Eine Wiederherstellung wäre allerdings möglich gewesen. Das neugotische Schulgebäude, heute Lyzeum VIII LO w Gdańsku und die im gleichen Stil 1904–1906 erbaute, katholische Franziskuskirche in Schidlitz-Emaus sind heute noch erhalten.

## Gemeinde der Heilandskirche
Der zugehörige Friedhof, in Schidlitz „Schlapker Kirchhof“ genannt, befand sich in der Karthauser Straße 171. Eine neue Leichenhalle wurde 1905 erbaut. Pfarrer der Kirchengemeinde war in den 1930er Jahren Albert Hoffmann, er betreute zugleich als evangelischer Geistlicher die Danziger Strafanstalten. Sein Nachfolger wurde 1937 Max Stelter. Anfang der 1930er Jahre erhielt Schidlitz mit der Jacob-Hegge-Kapelle eine zweite evangelische Kirche, Pfarrer war hier Werner Lippky.